# Candidatura de Roma a los Juegos Olímpicos de 2020
"Roma 2020" fue una propuesta de candidatura para los Juegos Olímpicos de 2020 propuesta por Roma y el Comité Olímpico Nacional Italiano. Roma ya albergó los JJ.OO. de 1960. La candidatura se canceló debido a la falta de apoyo del gobierno italiano.

## Historia
El CONI (Comité Olímpico Nacional Italiano) anunció a Roma como la ciudad italiana aspirante a los Juegos Olímpicos de 2020. Roma venció a Venecia en una selección interna elegida por el CONI. El CONI no seleccionó a Venecia debido a que no se consideró equipada para pasar los requerimientos que el COI pone para albergar los juegos. Roma propuso un presupuesto de 61 millones de dólares utilizando el 70% de las infraestructuras ya construidas.
Se le pidió a Luca di Montezemolo, presidente de Ferrari, que dirigiese la candidatura (ya dirigió el Mundial de Italia '90) pero la rechazó.
Se le ofreció entonces a Nerio Alessandri pero también lo rechazó. Se eligió entonces a Mario Pescante, vicepresidente del COI
En una entrevista en septiembre de 2011 con Jacques Rogge, presidente del COI defendió la habilidad de Roma y Madrid para albergar unos juegos, a pesar de la crisis de la eurozona de principios del siglo XXI. Defendió que ambas ciudades tienen una gran cantidad de instalaciones construidas y que no sería necesario construir mucho.

## Candidatura fallida
El 14 de febrero de 2012 el primer ministro italiano, Mario Monti, finalizó esta candidatura debido a costes inciertos y un desconocido beneficio financiero. Esto se dijo un día antes de la fecha límite para presentar candidaturas.

## Futuro
Desde que se canceló, Roma piensa en postular por los Juegos Olímpicos de 2024